# Malou (série télévisée)
Pour les articles homonymes, voir Malou.
Malou (Malu Mulher) est une série télévisée brésilienne en 44 épisodes de 40 minutes, diffusée entre le 24 mai 1979 et le 22 décembre 1980 sur le réseau Globo.
En France, la série a été remontée en vingt épisodes de 30 minutes et diffusée du 29 juin au 24 juillet 1987 sur Canal+, puis rediffusés du 12 septembre au 18 octobre 1988 sur Antenne 2 puis fin 1994 et du 20 mai au 14 juin 1996 sur Série Club.

## Distribution
- Regina Duarte (VF : Marie-Christine Darah) : Malou
- Dennis Carvalho (pt) (VF : Vincent Violette) : Pedro Henrique
- Narjara Turetta (VF : Valérie Siclay : Elisa
- Antônio Petrin (pt) (VF : Marc de Georgi : Gabriel Fonseca
- Sônia Guedes (pt) (VF : Hélène Vallier : Elza Fonseca
- Avec la participation également de Marília Pêra

## Épisodes diffusés en France
1. La Rupture (Acabou-se o que era doce)
2. Le Nouvel Espoir (De repente, tudo novamente)
3. Joyeux anniversaire (Hospício geral)
4. L'Asile
5. Choisir sa vie (Ainda não é hora)
6. Saisir sa chance
7. Pour le meilleur et le pire (Nossos casamentos, hoje)
8. L'Amie (A amiga)
9. Gabriel n'est pas un ange (Gabriel não é arcanjo)
10. La Saison de l'amour (O melhor tempo de amar)
11. La Trentaine (Antes dos quarenta, depois dos trinta)
12. Un choix difficile
13. Roméo et Juliette (Romeu, Julieta e suas mães)
14. Entre guerre et paix (Crescendo em guerra e paz)
15. Les Retrouvailles (O reencontro)
16. Un bilan ingrat
17. Une robe de bal (Com que roupa ?)
18. Les Convenances avant tout
19. Le Prince charmant (O príncipe encantado)
20. Une nouvelle femme (Elisa mulher)

## Commentaires
Seulement 20 épisodes de la série ont été doublés en français. Ces épisodes furent expurgés des scènes les moins importantes, afin qu'ils durent en VF 30 minutes au lieu de 40.